# Kristijan Đurasek
Kristijan Đurasek (nascido em 26 de julho de 1987) é um ciclista profissional olímpico croata. Đurasek representou sua nação nos Jogos Olímpicos de Verão de 2012, na prova de estrada individual.